# ولفينشتاين 3دي
ولفينشتاين 3دي (بالإنجليزية:Wolfenstein 3D) ، هي لعبة إلكترونية من نوع إطلاق النار ، أنتجت من قبل شركة آي دي سوفتوير سنة 1992 ، وتعد أقوى سلسلة ألعاب ولفينشتاين ، وتعمل لنظام دوس.

## حظر في ألمانيا
منعت حكومة ألمانيا الاتحادية إدخال لعبة ولفينشتاين 3دي إلى الأسواق الألمانية ، لما تحتويه من النشيد الوطني النازي وصور الزعيم الألماني أدولف هتلر وشعارات الصليب المعقوف.

## مصدر
1. 1 2  ستيم، 1.0.0.81، 1.0.0.82، 12 سبتمبر 2003، QID:Q337535
2. ↑  "Wolfenstein 3D on Steam" (بالإنجليزية). Retrieved 2024-10-29.
3. ↑  Indizierungen – Beschlagnahmen und Einziehung (German) نسخة محفوظة 19 يوليو 2011 على موقع واي باك مشين. – Translate into English نسخة محفوظة 03 مارس 2016 على موقع واي باك مشين. [وصلة مكسورة]

## وصلات خارجية
- ولفينشتاين 3دي على موقع IMDb (الإنجليزية)
- ولفينشتاين 3دي على موقع الموسوعة البريطانية (الإنجليزية)
- الموقع الرسمي
- Wolfenstein 3D at 3دي ريليسم (features Super Upgrades freeware release)
- ولفينشتاين 3دي على موبي غيمز